# Вулиця Мирослава Ірчана (Київ)
Ву́лиця Миросла́ва Ірча́на — вулиця у Святошинському районі міста Києва, селище Перемога. Пролягає від вулиці Василя Верховинця до тупика. 

## Історія
Вулиця виникла у 50-ті роки ХХ століття під назвою Завулок № 1. Сучасна назва на честь українського письменника Мирослава Ірчана — з 1968 року.